# Sinistrofulgur perversum
Es un caracol marino, en México es conocido como caracol toro o chiva (Sinistrofulgur perversum), es un molusco gasterópodo de la familia Busyconidae. La especie Bysucon perversum actualmente es considerada como sinónimo de Sinistrofulgur perversum.

## Clasificación y descripción
Esta especie de gasterópodo de color gris con manchas de color violeta-marrón. La vuelta corporal es muy desarrollada y tiene de cinco a 6 vueltas en la espiral. Está ornamentada con una fila de espinas triangulares en el hombro de las vuletas. Presenta una costilla gruesa en la parte media de la vuelta corporal que llega hasta el labio interno. La abertura es delgada. El labio interno está replegado sobre la vuelta corporal formando un callo. Presenta un opérculo córneo de color marrón. Esta especie alcanza hasta los 200 mm de longitud total.

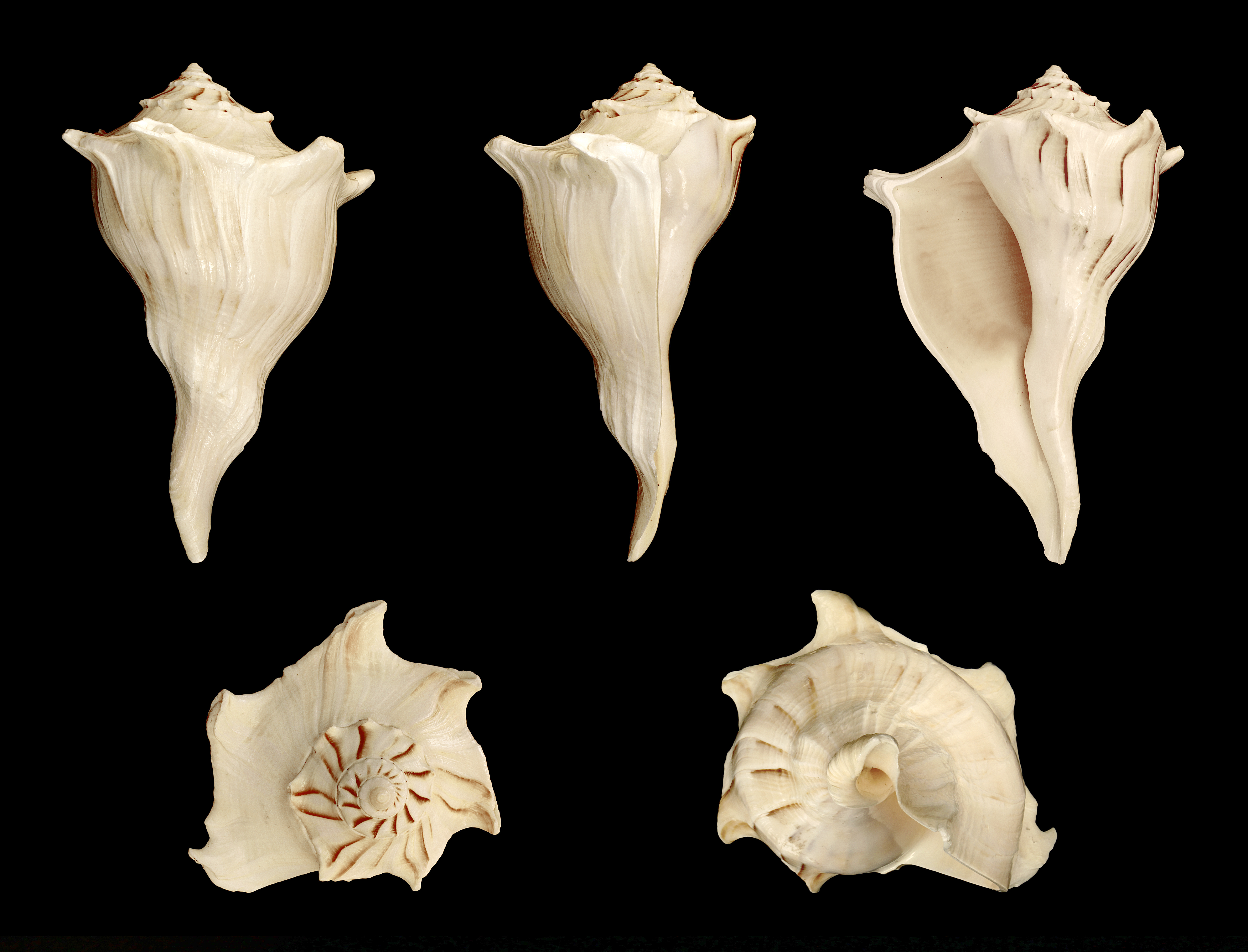
Forma con extensiones
Forma sin extensiones

## Distribución
Esta especie de distribuye en la parte sureste del Golfo de México, frente a las costas de los estados de Campeche y Yucatán, así como en Quintana Roo, en México.

## Ambiente
Es una especie semiinfaunal, distribuida en aguas someras, tanto marinas como salobres. Es una especie carnívora, carroñera.

## Estado de conservación
Hasta el momento en México no se encuentra en ninguna categoría de protección, ni en la Lista Roja de la IUCN (International Union for Conservation of Nature) ni en CITES (Convención sobre el Comercio Internacional de Especies Amenazadas de Fauna y Flora Silvestres). Sin embargo, en México la carne de este animal es consumida, mientras que sus conchas son vendidas como artesanías.